# Hvaphjong
Hvaphjong (hangul: 화평군, Hvaphjong-kun, handzsa: 和坪郡, RR: Hwap'yŏng-kun, ’békés mező’) megye Észak-Koreában, Csagang (Chagang) tartományban.
1952-ben hozták létre, nevét Juhva-ri (유화리, 裕和里; „bőséges békesség”, Yuhwa-ri) és Riphjong-mjon (리평면, 梨坪面; „körtemező”, Rip'yŏng-myŏn) neveinek összevonásából kapta.

## Földrajza
Északnyugatról Csaszong (Chasŏng) megye, délnyugatról Csanggang (Changgang) megye, délről Rangnim (Rangrim) megye, keletről pedig Rjanggang (Ryanggang) tartomány Kim Hjongdzsik (Kim Hyŏng Jik) megyéje határolja.
Legmagasabb pontja a 1869 méter magas Csholliszan (천리산; 千里山, Ch'ŏnrisan).

## Közigazgatása
1 községből (up (ŭp)) 10 faluból (ri (ri)) és 3 munkásnegyedből (rodongdzsagu (rodongjagu)) áll:
| - Hvaphjong-up (화평읍; 和坪邑, Hwap'yŏng-ŭp) - Karim-ri (가림리; 佳林里, Karim-ri) - Tehung-ri (대흥리; 大興里, Taehŭng-ri) - Riphjong-ri (리평리; 梨坪里, Rip'yŏng-ri) - Punam-ri (부남리; 富南里, Punam-ri) - Szobuk-ri (소북리; 小北里, Sobuk-ri) - Szongdok-ri (송덕리; 松德里, Songdŏk-ri) | - Janggje-ri (양계리; 陽溪里, Yanggye-ri) - Csinszong-ri (진송리; 榛松里, Chinsong-ri) - Hödzsung-ri (회중리; 檜中里, Hoejung-ri) - Hukszu-ri (흑수리; 黑水里, Hŭksu-ri) - Kaszan-rodongdzsagu (가산로동자구; 佳山勞動者區, Kasan-rodongjagu) - Csangbek-rodongdzsagu (장백로동자구; 長白勞動者區, Changbaek-rodongjagu) - Csunghung-rodongdzsagu (중흥로동자구; 中興勞動者區, Chunghŭng-rodongjagu) |

## Gazdaság
Hvaphjong (Hwap'yŏng) megye gazdasága mezőgazdaságra és erdőgazdálkodásra épül.
Búzát, árpát, burgonyát, kínai kelt, daikonretket, kelkáposztát, uborkát és hagymát termesztenek. Jellemző még az állattartás is, marha, sertés és szárnyasok tenyésztése mellett a nyúl- és kecsketartás is előfordul.

## Oktatás
Hvaphjong (Hwap'yŏng) megye kb. 40 oktatási intézménynek, köztük egy erdőgazdálkodási főiskolának, számos általános iskoláknak és középiskoláknak ad otthont.

## Egészségügy
A megye kb. 20 egészségügyi intézménnyel rendelkezik, köztük saját kórházzal.

## Közlekedés
A megye vasúti kapcsolattal rendelkezik Kanggje (Kanggye), Hjeszan (Hyesan) és Manpho (Manp'o) felé. Megközelíthető továbbá közutakon.